# Diplacina
Diplacina – rodzaj ważek z rodziny ważkowatych (Libellulidae).

## Podział systematyczny
Do rodzaju zaliczane są następujące gatunki:

- Diplacina anthaxia Lieftinck, 1933
- Diplacina antigone Lieftinck, 1933
- Diplacina arsinoe Lieftinck, 1953
- Diplacina bolivari Selys, 1882
- Diplacina braueri Selys, 1882
- Diplacina callirrhoe Lieftinck, 1953
- Diplacina clymene Lieftinck, 1963
- Diplacina cyrene Lieftinck, 1953
- Diplacina dioxippe Lieftinck, 1963
- Diplacina erigone Lieftinck, 1953
- Diplacina fulgens Ris, 1898
- Diplacina guentherpetersi Villanueva, 2012
- Diplacina hippolyte Lieftinck, 1933
- Diplacina holgerhungeri Villanueva, 2012
- Diplacina ismene Lieftinck, 1933
- Diplacina lisa Needham & Gyger, 1941
- Diplacina merope Lieftinck, 1963
- Diplacina micans Lieftinck, 1953
- Diplacina militaris Ris, 1909
- Diplacina nana Brauer, 1868
- Diplacina olahi Theischinger, Kovács in Kovács, Theischinger, Juhász & Danyik, 2015
- Diplacina paragua Villanueva, 2012
- Diplacina paula Ris, 1919
- Diplacina persephone Lieftinck, 1933
- Diplacina phoebe Ris, 1919
- Diplacina sanguinolenta van Tol, 1987
- Diplacina smaragdina Selys, 1878
- Diplacina torrenticola van Tol, 1987